# Open Parc Lyon
El Torneig de Lió, conegut oficialment com a Open Parc Auvergne-Rhône-Alpes Lyon, és una competició tennística professional que es disputa sobre terra batuda al Parc de la Tête d'Or de Lió, França. Pertany a les sèries 250 del circuit ATP masculí i es disputa una setmana abans del Roland Garros.
El torneig es va crear l'any 2017 en substitució del Torneig de Niça.

## Palmarès

### Individual masculí
| Any  | Campió                                            | Finalista                                         | Resultat                                          |
| ---- | ------------------------------------------------- | ------------------------------------------------- | ------------------------------------------------- |
| 2024 | G. Mpetshi Perricard                              | Tomás Martín Etcheverry                           | 6−4, 1−6, 7−6(7)                                  |
| 2023 | Arthur Fils                                       | Francisco Cerúndolo                               | 6−3, 7−5                                          |
| 2022 | Cameron Norrie                                    | Alex Molčan                                       | 6−3, 6−7(3), 6−1                                  |
| 2021 | Stéfanos Tsitsipàs                                | Cameron Norrie                                    | 6−3, 6−3                                          |
| 2020 | Torneig suspès a causa de la pandèmia de COVID-19 | Torneig suspès a causa de la pandèmia de COVID-19 | Torneig suspès a causa de la pandèmia de COVID-19 |
| 2019 | Benoît Paire                                      | Félix Auger-Aliassime                             | 6−4, 6−3                                          |
| 2018 | Dominic Thiem                                     | Gilles Simon                                      | 3−6, 7−6(1), 6−1                                  |
| 2017 | Jo-Wilfried Tsonga                                | Tomáš Berdych                                     | 7−6(2), 7−5                                       |

### Dobles masculins
| Any  | Campions                                          | Finalistes                                        | Resultat                                          |
| ---- | ------------------------------------------------- | ------------------------------------------------- | ------------------------------------------------- |
| 2024 | Harri Heliövaara Henry Patten                     | Yuki Bhambri Albano Olivetti                      | 3−6, 7−6(4), [10−8]                               |
| 2023 | Rajeev Ram Joe Salisbury                          | Nicolas Mahut Matwé Middelkoop                    | 6−0, 6−3                                          |
| 2022 | Ivan Dodig Austin Krajicek                        | Máximo González Marcelo Melo                      | 6−3, 6−4                                          |
| 2021 | Hugo Nys Tim Pütz                                 | Pierre-Hugues Herbert Nicolas Mahut               | 6−4, 5−7, [10−8]                                  |
| 2020 | Torneig suspès a causa de la pandèmia de COVID-19 | Torneig suspès a causa de la pandèmia de COVID-19 | Torneig suspès a causa de la pandèmia de COVID-19 |
| 2019 | Ivan Dodig Édouard Roger-Vasselin                 | Ken Skupski Neal Skupski                          | 6−4, 6−3                                          |
| 2018 | Nick Kyrgios Jack Sock                            | Roman Jebavý Matwé Middelkoop                     | 7−5, 2−6, [11−9]                                  |
| 2017 | Andrés Molteni Adil Shamasdin                     | Marcus Daniell Marcelo Demoliner                  | 6−3, 3−6, [10−5]                                  |